# Endybauna rapicara
Endybauna rapicara là một loài bọ cánh cứng trong họ Cerambycidae.